# Efeito Abney
O efeito Abney consiste na mudança da coloração que um feixe de luz colorida aparenta possuir quando a este se adiciona luz branca.
A adição de luz branca causa uma dessaturação da fonte monocromática, quando esta é percebida pelo olho humano. A mudança no comprimento de onda dominante dita qual a cor a ser observada ou a mudança de tonalidade. Esta variação é fisiológica e não é de natureza física, ou seja, é uma ilusão de ótica.

## Descoberta
Esta variação de tonalidade foi descrita pela primeira vez pelo químico e físico Inglês Sir William de Wiveleslie Abney, em 1909, embora a data é comumente relatada como 1910. Uma fonte de luz branca é criada pela combinação da luz vermelha, luz azul e luz verde. Sir Abney demonstrou que a causa da aparente mudança na tonalidade era a luz vermelha e a luz verde que compõem a luz branca. O componente azul da luz branca não teve contribuição para o efeito Abney.